# Droužkovice
Droužkovice (en allemand : Trauschkowitz) est une commune du district de Chomutov, dans la région d'Ústí nad Labem, en Tchéquie. Sa population s'élevait à 850 habitants en 2021.

## Géographie
Droužkovice se trouve à 4 km au sud du centre de Chomutov, à 52 km au sud-ouest d'Ústí nad Labem et à 82 km au nord-ouest de Prague.
La commune est limitée par Chomutov au nord, par Údlice au nord-est, par Všehrdy à l'est, par Březno au sud, et par Spořice à l'ouest.

## Histoire
La première mention écrite de la localité date de 1314.

## Transports
Par la route, Droužkovice se trouve à 4 km  du centre de Chomutov, à 69 km d'Ústí nad Labem et à 98 km de Prague.